# Edificio helenístico de Olimpia

Plano del santuario de Olimpia. El edificio helenístico estaba en el n.º 14.

El edificio helenístico o edificio sureste de Olimpia se hallaba en el ángulo sureste del extremo del Santuario de Olimpia, en la parte sur del Pórtico del Eco.
Se construyó a mediados del siglo IV a. C. Se trataba de una edificación rectangular con dos habitaciones cuadradas en su interior, rodeada por todos sus lados, excepto el fondo, por un peristilo de orden dórico, que constaba en las partes norte y sur de ocho pilares con una extensión longitudinal del 14,56 m, la del oeste (encarada al Altis) se componía de una hilera de 19 columnas con una extensión de 36,42 m.
En época romana la mayor parte del edificio fue derribado para construir en su emplazamiento la Villa de Nerón. Debido a esto no se conoce su distribución interior. Según Karaghiorga constaba de al menos 4 dependencias, además de un gran pórtico. En su opinión su función específica fue el pritaneo de los pisatios.  Para otros especialistas fue un santuario de Hestia, o  un edificio administrativo, o tal vez una tribuna cubierta para los invitados.